# Stefany Coronado
Stefany Coronado, född 16 september 1996, är en friidrottare från Bolivia. Hon deltog vid olympiska sommarspelen 2016.